# 龚榜
龚榜字蓬若，四川营山人，是一名清朝政治人物。
龚榜曾于1661年接替陈慎任崇明县知县一职，1664年由赵民帅接任。